# Krones
Krones AG – wiodący na świecie producent urządzeń do rozlewania i pakowania napojów i płynnych produktów spożywczych, jak i produktów farmaceutycznych, kosmetycznych i chemicznych w butelkach szklanych, butelkach PET oraz puszkach.
Maszyny i urządzenia firmy Krones AG obejmują cały proces produkcji, rozlewu i pakowania oraz przepływ materiałów w działalności produkcyjnej. Firma integruje również kompletne i niezbędne systemy IT. Ponadto przeprowadzane są kompletne projekty planowania fabryki dla przemysłu napojów. Dodatkowo Krones jako jedyny producent maszyn dla przemysłu napojów dysponuje metodą bottle to bottle recycling butelek PET, dzięki czemu mogą one zostać ponownie użyte jako rPET (recyklingowane tworzywo PET) w sektorze spożywczym.
Za opracowanie rozwiązania redukującego ilość surowca zużywanego przy produkcji butelek PET, którego wynikiem jest wprowadzenie do produkcji najlżejszej jak do tej pory butelki PET do wody niegazowanej o wadze 6,6 g, Krones otrzymał w 2008 r. Niemiecką Nagrodę Opakowań w kategorii opakowań handlowych.
Program zrównoważonego rozwoju „enviro” jest własnym, firmowym standardem w zakresie projektowania energooszczędnych maszyn i linii technologicznych. W związku z tym użytkownik otrzymuje dokumentację dotyczącą zużycia opartą na certyfikacie wydanym przez TÜV.

## Historia
Historia firmy Krones jest nierozłącznie związana z dynamicznym rozwojem gospodarczym, jaki miał miejsce w Niemczech po zakończeniu II wojny światowej. W roku 1951 Hermann Kronseder – ojciec obecnego prezesa zarządu – rozpoczął produkcję półautomatycznych etykieciarek własnej konstrukcji. Urządzenia te cieszyły się tak wielkim powodzeniem na rynku, że już w 1960 r. firma Krones rozszerzyła asortyment oferowanych przez nią produktów o rozlewarki i urządzenia do pakowania butelek. W roku 1980 przedsiębiorstwo zostało przeistoczone w spółkę akcyjną – KRONES AG.
Po przejęciu udziałów w wymienionych niżej przedsiębiorstwach koncern aktualnie jest w stanie zaoferować swoim klientom kompletny asortyment maszyn i linii technologicznych do produkcji napojów:
- 1983: Anton Steinecker Maschinenfabrik (warzelnie), Freising
- 1988: Zierk Maschinenbau GmbH (urządzenia do czyszczenia butelek), Flensburg
- 1998: Max Kettner GmbH (pakowarki), Rosenheim
- 2000: Sander Hansen A/S (systemy do pasteryzacji), Bröndby, Dania

## Dane o przedsiębiorstwie
Główna siedziba koncernu mieści się w Neutraubling obok Ratyzbony; liczba zatrudnionych na całym świecie: 11 963 osób. Ogółem liczba zatrudnionych na terenie całych Niemiec wynosi 9076 osób. Nowe maszyny i urządzenia są produkowane wyłącznie na terenie Niemiec (Neutraubling, Nittenau, Flensburg, Freising i Rosenheim). Jako koncern działający przede wszystkim na arenie międzynarodowej, Krones uzyskuje 80% obrotów z produkcji zagranicznej i posiada 40 spółek zależnych na całym świecie.
Przedsiębiorstwa zależne:

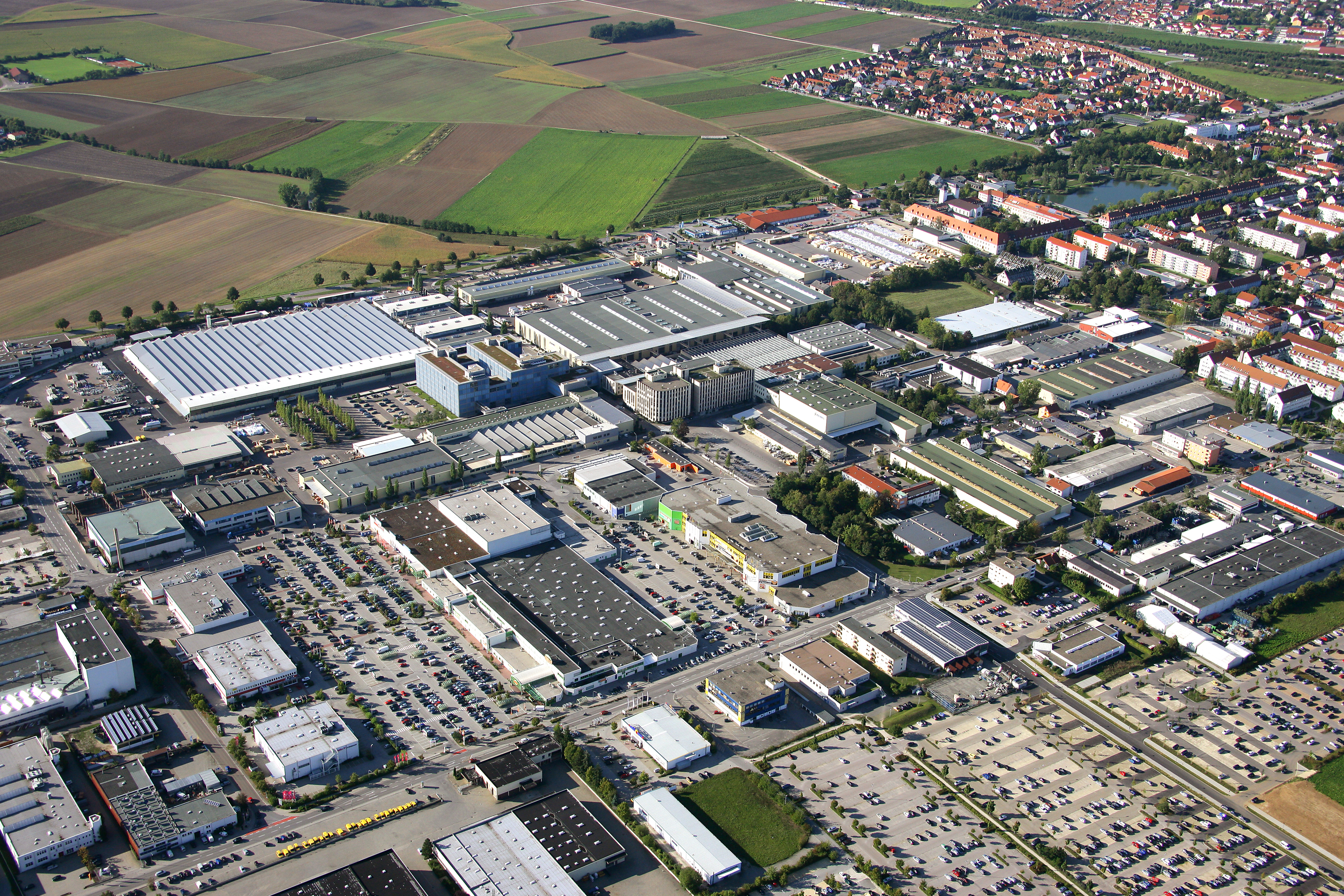
Teren przedsiębiorstwa Krones AG w Neutraubling

- KIC Krones GmbH (kleje do etykiet i opakowań kartonowych oraz materiały produkcyjne), Neutraubling,
- KOSME S.R.L. (rozlewarki i pakowarki dla zakładów przemysłowych średniej wielkości), Roverbella, Włochy

dostarczają szereg produktów na potrzeby innych segmentów rynku produkcji napojów.
W 2011 roku liczba złożonych wniosków patentowych oraz wzorów użytkowych wzrosła do ponad 2200.

## Zakres działalności przedsiębiorstwa
- Technologia tworzyw sztucznych

Głównym produktem tego sektora są wydmuchiwarki o wydajności od 12.800 do 80.000 butelek na godzinę do produkcji butelek PET o pojemności do 3 litrów. System recyklingu PET oparty jest na procesie mycia płatków PET ze stopniową regulacją temperatury i odkażania.
- Technologia rozlewu i pakowania

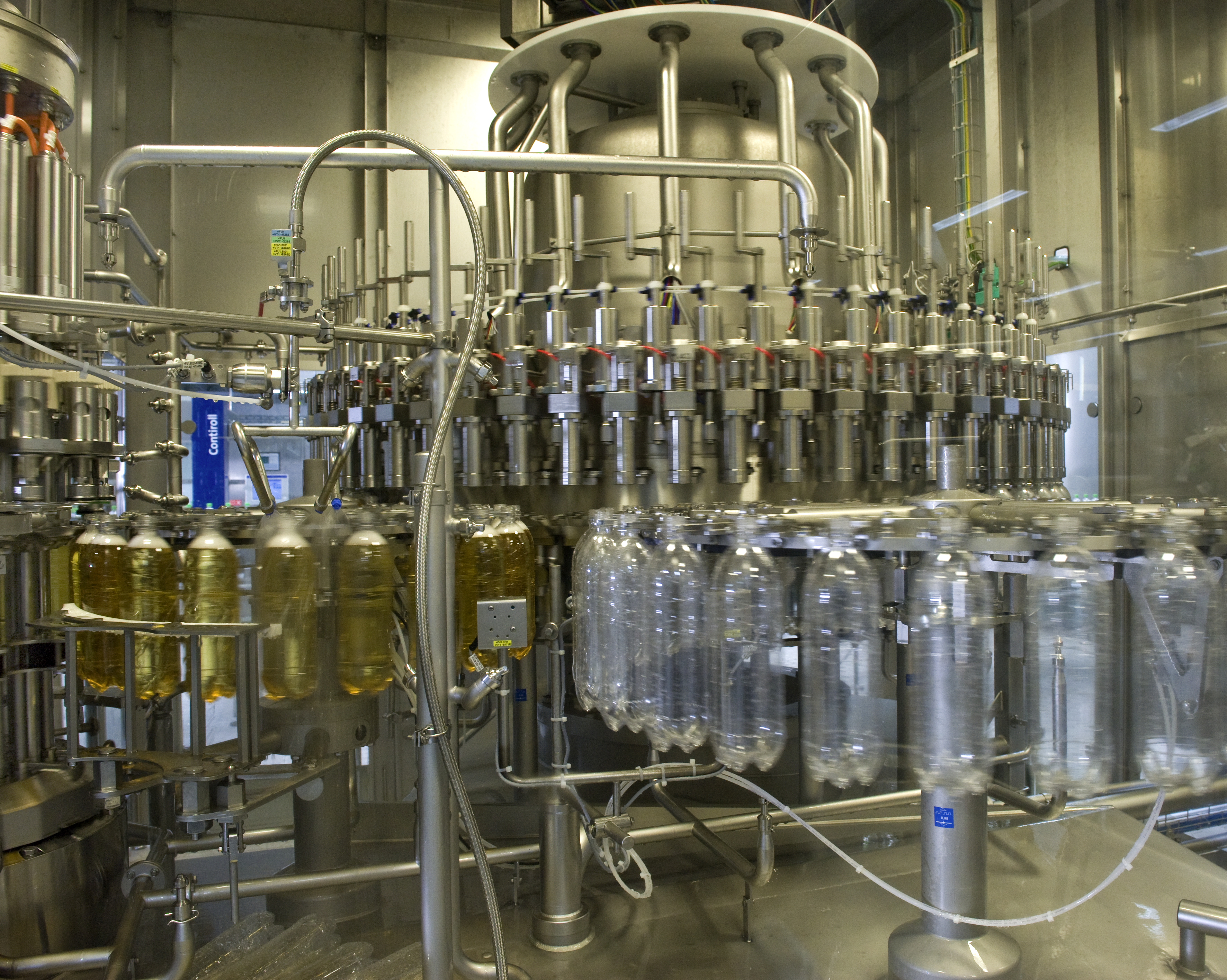
Linia rozlewnicza do butelek PET

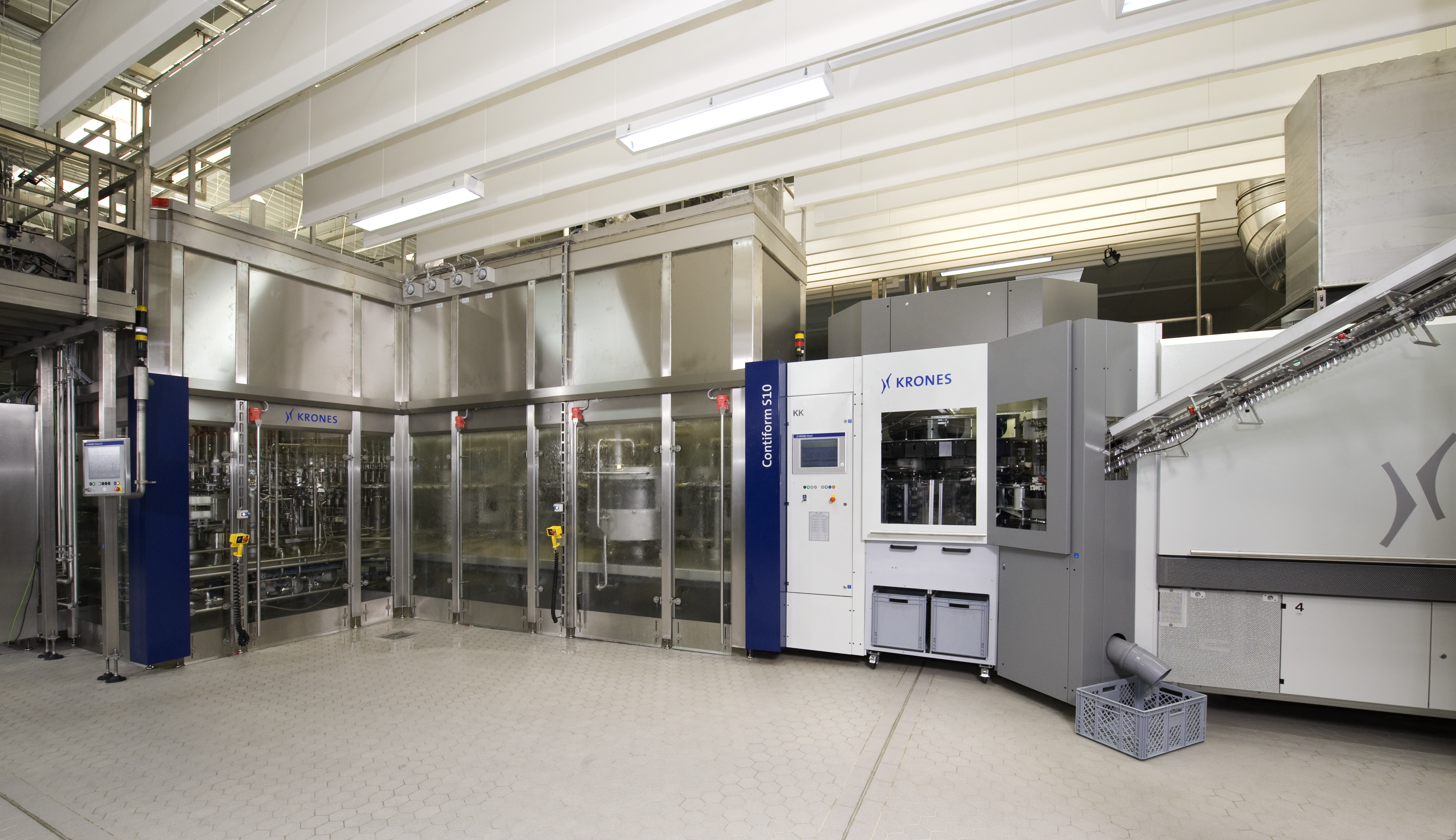
Wydmuchiwarki (po prawej) i napełniarki (po lewej) w monobloku bez łączących ich transporterów

W tym obszarze działalności firmy oferowane są maszyny do płukania, napełniania i zamykania w koncepcji typu karuzelowego. Ta definicja pozwala odgraniczyć się firmie od producentów układów liniowych, ponieważ tylko rozlewarki karuzelowe nadają się do zadań wymagających wysokiej wydajności, nawet do 60.000 butelek/h lub około 100.000 puszek/h.
Do tego dochodzą systemy aseptycznego napełniania napojów o wysokim pH (> 4,5). Pojemniki i zamknięcia dezynfekowane są za pomocą PES lub H2O2. Maszyny do czyszczenia butelek, systemy inspekcyjne i kontrolne do butelek oraz pojemników, a także etykieciarki na klej zimny i gorący oraz samoprzylepne etykiety pokrywają dalsze etapy produkcji i pakowania napojów. Pakowarki do pojemników jednorazowego lub wielokrotnego użytku, maszyny sortujące i grupujące oraz paletyzarki uzupełniają spektrum produktów.
- Technologia procesów produkcyjnych

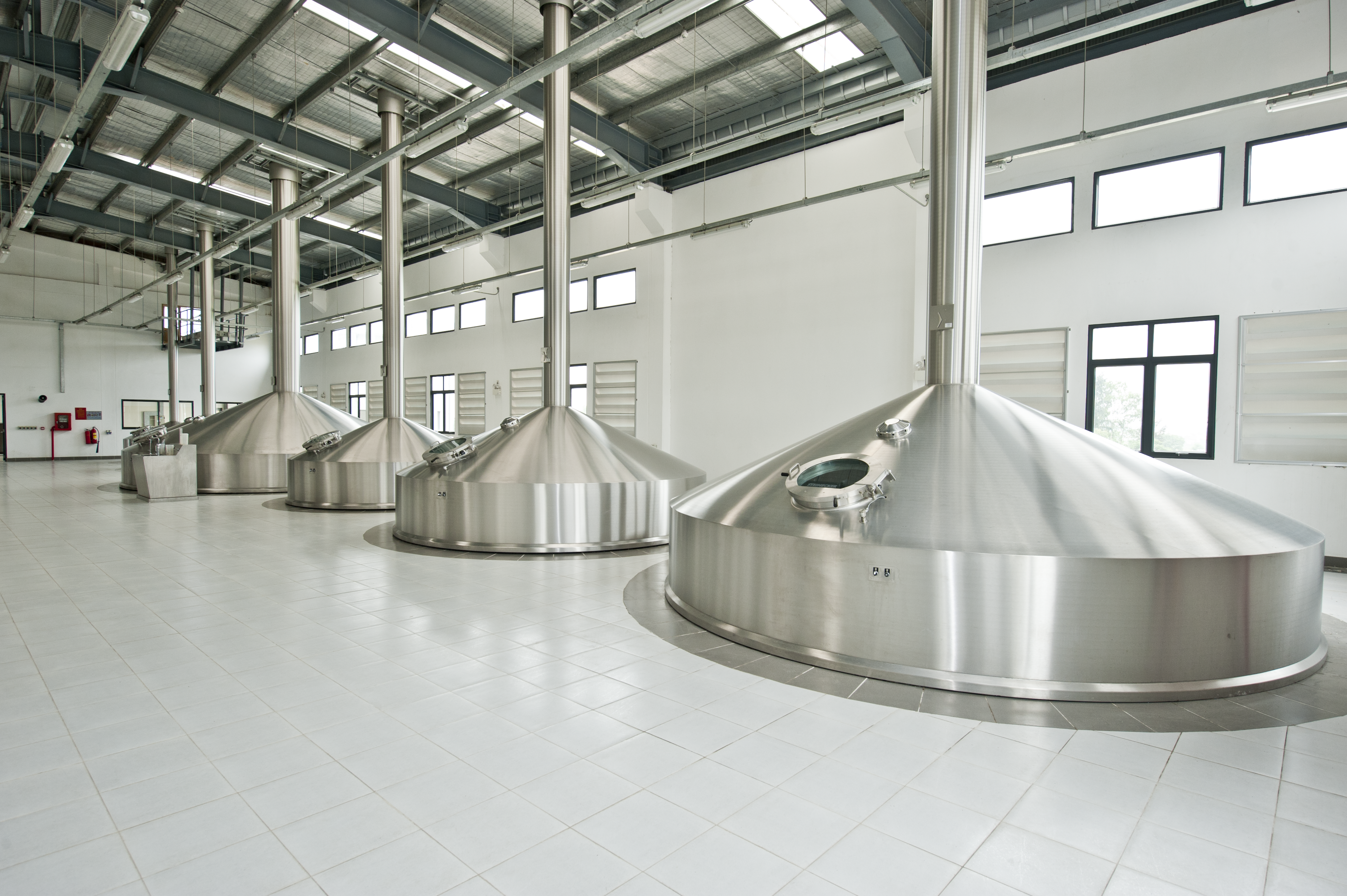
Urządzenia warzelnicze

Krones dostarcza kompletne wyposażenie dla warzelni piwa: urządzenia warzelnicze, w tym sprzęt do fermentacji i leżakowania. Paleta oferowanych produktów do produkcji napojów orzeźwiających obejmuje zbiorniki do syropów, urządzenia do mieszania i karbonizacji. Dla zachowania trwałości napojów stosowane są krótkotrwałe i wysokogrzewcze systemy oraz pasteryzatory. Technologia zaworów własnej produkcji integrowana jest w obu branżach.
- Rozwiązania IT i technologia przepływu materiału

Kontrola procesów produkcyjnych i integracja danych produkcyjnych w systemach ERP (Enterprise Resource Planning), jak również innych IT produktów uzupełniają asortyment produktu. Systemy logistyczne własnej koncepcji dla surowców i materiałów pomocniczych oraz wyrobów gotowych obejmują zaopatrzenie materiałowe produkcji i dostawę. Tutaj wykorzystywane są systemy składowania blokowego lub regały wysokiego składowania. Ponadto system komisjonowania pozwala na stworzenie mieszanych palet. System sterowania wózkami widłowymi oraz zarządzania placem ulepsza sekwencje operacyjne podczas rozładunku i załadunku.
W styczniu 2013 roku firma ogłosiła, dostosować własne działania w technologii przepływu materiałów. Nowe projekty będą w przyszłości realizowane tylko przez Klug GmbH w Teunz, w którym Krones w pierwszym etapie uczestniczył z udziałem 26%.
Po wniosku o wszczęcie postępowania upadłościowego firmy Klug GmbH w dniu 24 kwietnia 2014 r, działanie spółki zostało przejęte na 1 lipca 2014 roku w ramach transakcji Asset Deals w 100% przez austriacki TGW Logistics. Krones w ramach przetargu na przejęcie upadłej firmy przedstawił również koncepcję i projekt, ale zamówienie zostało jednak udzielone TGW. Sam Krones musi odpisać udział ze stycznia 2013 w wysokości 5 mln euro.

## Najważniejsze wydarzenia po 1995 r.
- 1997 Rozpoczęcie produkcji wydmuchiwarek do butelek PET
- 2000 Wprowadzenie na rynek pierwszej linii do aseptycznego rozlewania napojów orzeźwiających[7]
- 2002 Budowa pierwszej linii do recyklingu butelek PET, umożliwiającej wtórne zastosowanie tego surowca do produkcji pojemników
- 2005 Wprowadzenie w systemach aseptycznego rozlewania napojów metody sterylizacji na mokro przy pomocy H2O2; uprzednio w zakładach Krones stosowano jedynie proces sterylizacji kwasem nadoctowym; obecnie firma Krones oferuje jako jedyna na świecie obydwie technologie.
- 2010 Prezentacja nowego systemu rozgrzewania preformy FlexWave opartego na technologii mikrofalowej do energooszczędnej produkcji butelek PET[8]; wprowadzenie na rynek ProShape – procesu produkcji owalnych i asymetrycznych pojemników z tworzywa sztucznego.
- 2011 Wprowadzenie zupełnie nowego modelu do pakowania napojów LitePac: napoje w butelkach PET związane są jedynie taśmą spinającą z uchwytem do przenoszenia, przez co ilość odpadów opakowaniowych zmniejsza się o 75% w stosunku do konwencjonalnych opakowań foliowych[9]

## Dane ekonomiczne
Obroty uzyskane przez koncern ogółem:
- 1695 mln euro (2005 r.)
- 1911 mln euro (2006 r.)
- 2156 mln euro (2007 r.)
- 2381 mln euro (2008 r.)
- 1865 mln euro (2009 r.)
- 2173 mln euro (2010 r.)
- 2480 mln euro (2011 r.)
- 2660 mln euro (2012 r.)

Obroty z podziałem na poszczególne branże (2012 r.)
- Napoje alkoholowe 46%
- Napoje bezalkoholowe 45,6%
- Przemysł spożywczy, chemiczny, farmaceutyczny i kosmetyczny 8,4%

## Komunikacja przedsiębiorstwa
Krones AG jako jedna z pierwszych firm w sektorze dóbr inwestycyjnych, należy do pionierów w dziedzinie mediów społecznościowych. Oprócz konta na platformie mikroblogowej Twitter, firma prowadzi również stronę na serwisie społecznościowym Facebook. Ponadto wszystkie własne produkcje wideo dostępne są na portalu „Krones TV”.